# Milembéni
Milembéni är en ort i Komorerna.   Den ligger i distriktet Anjouan, i den västra delen av landet, 120 km sydost om huvudstaden Moroni. Milembéni ligger 199 meter över havet och antalet invånare är 885. Den ligger på ön Anjouan.
Terrängen runt Milembéni är huvudsakligen kuperad, men åt nordost är den platt. Havet är nära Milembéni västerut.  Närmaste större samhälle är Sima, 1,4 km öster om Milembéni. I omgivningarna runt Milembéni växer i huvudsak städsegrön lövskog.